# Lambly Creek
Lambly Creek är ett vattendrag i Kanada.   Det ligger i provinsen British Columbia, i den södra delen av landet, 3 300 km väster om huvudstaden Ottawa.
Runt Lambly Creek är det i huvudsak tätbebyggt. Runt Lambly Creek är det tätbefolkat, med 493 invånare per kvadratkilometer.